# Rižarice
Rižarice (lat. Adrianichthyidae) su porodica riba iz reda igličarki.
Postoje dvije potporodice, jedna monogenerička, ukupno 3 roda od 2021.. Potporodica Horaichthyinae, danas se vodi kao sinonim za Oryziinae Myers, 1938.

## Opis
U vodama oko Indije i Japana do Indo-australskog arhipelaga. Nedostaju bočna linija i rostralna hrskavica; upareni narijalni otvor; 4-7 graniostegalnih šipčica; vrste kostiju  “vomer”, “supracleithrum”, “metapterygoid” i “ecopterygoid” odsutni.

## Potporodice i rodovi
- Subfamilia Adrianichthyinae Weber, 1913
  - Adrianichthys Weber, 1913
- Subfamilia Oryziinae Myers, 1938
  - Nasutoryzias Roberts, 2021
  - Oryzias Jordan & Snyder, 1906